# Свердловэнерго
Сувениры, посвящённые Свердловэнерго, в Музее энергетики Урала
Свердло́вэне́рго — производственное объединение энергетики и электрификации (в 1942—2005 годах), осуществлявшее генерацию, распределение и сбыт электроэнергии на территории Свердловской (до 1979 г. — также и Тюменской) области. С 2005 года — распределительная сетевая компания, осуществляющая передачу электроэнергии по электрическим сетям напряжением 0,4-110 кВ и технологическое присоединение потребителей к электросетям на территории Свердловской области. С 2008 года является филиалом ОАО «МРСК Урала».

## История
Управление «Свердловэнерго» было создано 15 июля 1942 года при разделении Уральского управления электростанций и сетей «Уралэнерго».
В 1966 году Свердловэнерго награждено орденом Ленина.
В 1979 году из состава Свердловэнерго было выделено управление «Тюменьэнерго», развившееся к этому времени в самостоятельную крупную энергосистему.
18 февраля 1993 года производственное объединение «Свердловэнерго» было приватизировано и преобразовано в Акционерное общество открытого типа энергетики и электрификации «Свердловэнерго», контрольный пакет акций общества принадлежал РАО «ЕЭС России». При приватизации из компании были выделены 3 электростанции (Верхнетагильская, Среднеуральская и Рефтинская ГРЭС) и сети напряжением 500 кВ — эти объекты вошли в состав РАО ЕЭС, причём электростанции были переданы обратно в Свердловэнерго по договору аренды.
В 1996 году компания была переименована в Открытое акционерное общество энергетики и электрификации «Свердловэнерго».
1 апреля 2005 года было оформлено разделение компании, проведённое в рамках реформы электроэнергетики. Из состава Свердловэнерго были выделены:
- ОАО «Свердловская генерирующая компания», в состав которой вошли теплоэлектроцентрали и тепловые сети. В 2006 году присоединена к ТГК-9;
- ОАО «Серовская ГРЭС» — позже вошла в состав ОГК-2;
- ОАО «Свердловская энергетическая управляющая компания» — подконтрольное РАО ЕЭС общество, которому планировалось передать функции управления новыми компаниями, однако от такой структуры управления решено было отказаться, и СЭУК была ликвидирована (присоединена к РАО ЕЭС);
- ОАО «Свердловские магистральные сети» — компания-оператор сетей напряжением 220 кВ. Присоединена к ФСК ЕЭС;
- ОАО «Свердловская энергосервисная компания» — компания, в которую вошли ремонтные подразделения: Свердловэнергоремонт, Свердловэнергоспецремонт и Свердлоэлектроремонт;
- ОАО «Свердловэнергосбыт» — сбытовая компания.

Арендуемые электростанции вошли в состав оптовых генерирующих компаний: ОГК-1 (Верхнетагильская ГРЭС), ОГК-2 (Серовская ГРЭС) и ОГК-5 (Среднеуральская и Рефтинская ГРЭС)
В составе Свердловэнерго остался сетевой комплекс напряжениями 0.4-110 кВ, а сама компания стала дочерним обществом ОАО «МРСК Урала и Волги» (с 2007 — МРСК Урала).
В апреле 2008 Свердловэнерго прекратило существование в виде отдельного юридического лица и обрело статус филиала ОАО «МРСК Урала».

### Наименования
- РЭУ «Свердловэнерго» (1942—1988)
- ПО «Свердловэнерго» (1988—1993)
- АООТ энергетики и электрификации «Свердловэнерго» (1993—1996)
- ОАО «Свердловэнерго» (АО «Свердловэнерго») (1996—2008)
- филиал открытого акционерного общества «Межрегиональная распределительная сетевая компания Урала» «Свердловэнерго» (с апреля 2008 года)

### Генеральные директора (до 1988 — управляющие)
- Маринов Абрам Михайлович (1942—1949)
- Казачек Иван Викторович (1949—1950)
- Карпенко Давид Иванович (1950—1957)
- Маринов Абрам Михайлович (1957—1962)
- Трачук Валентин Павлович (1962—1975)
- Казачков Виктор Тихонович (1975—1984)
- Винокуров Александр Иванович (1984—1994)
- Родин Валерий Николаевич (1994—2005)
- Кальсин Владимир Валентинович (2005—2007)
- Дралин Михаил Александрович (и. о. март-сентябрь 2007)

В сентябре 2007 года полномочия генерального директора были переданы ОАО «МРСК Урала».

### Председатели совета директоров
- Паули Виктор Карлович (?—1999)
- Абызов Михаил Анатольевич (1999—2005)
- Бобров Алексей Олегович (2005—2008)

## Основные производственные показатели
- территория обслуживания — 195 тыс. км². с населением почти 4,4 млн человек
- в эксплуатации 375 подстанций 35-220 кВ суммарной мощностью 7279 МВА
- 7823 шт трансформаторных подстанций 10/0,4 кВ
- 36 654 км воздушных и кабельных линий электропередачи классом напряжения 0,4-110 кВ

## Структура
В состав «Свердловэнерго» входят 7 производственных отделений:
Артёмовские электрические сети
Территория обслуживания:
- муниципальное образование Алапаевское,
- Артёмовский муниципальный округ,
- Ирбитское муниципальное образование,
- Махнёвское муниципальное образование,
- городской округ город Ирбит,
- Режевской муниципальный округ,
- Таборинский муниципальный район,
- Тавдинский муниципальный округ,
- Туринский муниципальный округ.

Восточные электрические сети
Территория обслуживания:
- Асбестовский муниципальный округ,
- Берёзовский муниципальный округ (п. Островное),
- муниципальный округ Богданович,
- Каменск-Уральский городской округ,
- Каменский муниципальный округ,
- Камышловский городской округ,
- Камышловский муниципальный район,
- Малышевский муниципальный округ,
- городской округ Рефтинский.

Западные электрические сети
Территория обслуживания:
- Артинский муниципальный округ,
- Ачитский муниципальный округ,
- Бисертский муниципальный округ,
- муниципальный округ Дегтярск,
- городской округ Красноуфимск,
- Нижнесергинский муниципальный район,
- муниципальный округ Первоуральск,
- Полевской муниципальный округ,
- муниципальный округ Ревда,
- Шалинский муниципальный округ.

Центральные электрические сети (с 01.08.2013 г. выделись из состава Восточных и Западных электрических сетей)
Территория обслуживания:
- Арамильский городской округ,
- Белоярский муниципальный округ,
- городской округ Верхнее Дуброво,
- городской округ Верхняя Пышма,
- муниципальное образование «город Екатеринбург»,
- муниципальный округ Заречный,
- муниципальный округ Среднеуральск,
- Сысертский муниципальный округ,
- городской округ ЗАТО Уральский.

Нижнетагильские электрические сети
Территория обслуживания:
- городской округ Верх-Нейвинский,
- Верхнесалдинский муниципальный округ,
- муниципальный округ Верхний Тагил,
- городской округ Верхняя Тура,
- муниципальный округ Горноуральский,
- муниципальный округ Красноуральск,
- Качканарский муниципальный округ,
- Кировградский муниципальный округ,
- городской округ «Город Лесной»,
- Невьянский муниципальный округ,
- Нижнетуринский муниципальный округ,
- муниципальный округ город Нижний Тагил,
- муниципальный округ Нижняя Салда,
- Новоуральский городской округ.

Серовские электрические сети
Территория обслуживания:
- муниципальный округ Верхотурский,
- Волчанский муниципальный округ,
- Гаринский муниципальный округ,
- Ивдельский муниципальный округ,
- муниципальный округ Карпинск,
- муниципальный округ Краснотурьинск,
- Новолялинский муниципальный округ,
- Североуральский муниципальный округ,
- Серовский муниципальный округ,
- Сосьвинский муниципальный округ.

Талицкие электрические сети
Территория обслуживания:
- Байкаловский муниципальный район,
- Пышминский муниципальный округ,
- Талицкий муниципальный округ,
- Тугулымский муниципальный округ,
- Слободо-Туринский муниципальный район.